# Neobisium fuscimanum
Neobisium fuscimanum är en spindeldjursart som först beskrevs av Carl Ludwig Koch 1843.  Neobisium fuscimanum ingår i släktet Neobisium och familjen helplåtklokrypare. Inga underarter finns listade i Catalogue of Life.